# Chronique du Pseudo-Denys de Tell-Mahré
La Chronique du Pseudo-Denys de Tell-Mahré, dite aussi (de façon plus appropriée) Chronique de Zuqnîn, est une chronique universelle en langue syriaque racontant l'histoire du monde depuis la Création jusqu'en l'an 775. Elle est conservée au Vatican.

## Origine
Elle est connue par un manuscrit unique, le Vat. syr. 162, découvert en 1715 par Joseph-Simonius Assemani dans la bibliothèque du monastère Sainte-Marie-des-Syriens dans le désert de Nitrie en Égypte. Il appartenait, selon Assemani, à la grande collection de livres constituée par l'abbé Moïse de Nisibe (907-944) ; cependant, le savant orientaliste dit tantôt qu'il fut copié à l'époque en Égypte, tantôt qu'il faisait partie des 250 livres que Moïse de Nisibe rapporta de son voyage de trois ans (927-930) à Bagdad auprès du calife al-Muqtadir, et ensuite en Haute-Mésopotamie. Il semble que la seconde hypothèse soit la bonne et que le manuscrit soit plus ancien, peut-être autographe. Il contient à la fois des textes en syriaque et en grec.
J.-S. Assemani crut que l'auteur de cet ouvrage était Denys de Tell-Mahré, patriarche jacobite d'Antioche de 817 à 845, connu dans la tradition comme historiographe. Cette croyance était toujours partagée par Jean-Baptiste Chabot, quand il édita la quatrième partie de la chronique en 1895. À la suite de cette publication, l'erreur d'attribution fut clairement démontrée, indépendamment, par Theodor Nöldeke et par François Nau. Il apparaît que l'auteur est en réalité un moine anonyme qui vivait à la fin du VIIIe siècle dans le monastère jacobite de Zuqnîn, près d'Amida.

## Contenu
L'ensemble de l'ouvrage est une compilation faite de quatre parties : la première, allant de la Création du monde au règne de l'empereur Constantin, est essentiellement un résumé de la Chronique universelle d'Eusèbe de Césarée, complétée notamment par la Caverne des trésors (recueil de traditions légendaires relatives à l'histoire biblique, datant du VIe siècle), la Chronique d'Édesse, ou la Légende des sept Dormants d'Éphèse ; la seconde, qui va jusqu'au règne de Zénon, résume d'abord l'Histoire ecclésiastique de Socrate de Constantinople (jusqu'en 438), et recourt ensuite aux Plérophories de l'évêque monophysite Jean Rufus ; la troisième partie (488-571), n'est autre, apparemment, que la seconde d'une autre Histoire ecclésiastique, celle de Jean d'Éphèse, peut-être un peu résumée et avec des lacunes, et avec au début la Chronique de Josué le Stylite, sans doute déjà annexée par Jean d'Éphèse. La quatrième partie, où le récit est mené d'octobre 586 à septembre 775, correspond à une élaboration plus personnelle de l'auteur, avec résumé et synthèse de documents divers.
L'auteur n'est guère intéressé par les questions historiques au sens étroit, comme la chronologie, pour laquelle il exprime ouvertement son mépris, et qui est parfois fautive chez lui ; sa visée est surtout l'édification morale. Il dit qu'il a beaucoup voyagé, qu'il a recueilli le témoignage de vieillards témoins d'événements. Sa connaissance de détails matériels comme le prix des grains pourrait indiquer qu'il a exercé des fonctions comme économe de son monastère. Il néglige l'histoire intellectuelle et culturelle, mais sa chronique est précieuse par la description de la vie des chrétiens orientaux au cours des premières décennies de la domination musulmane.

## Éditions et traductions
- Jean-Baptiste Chabot (dir.), Incerti auctoris Chronicon anonymum Pseudo-Dionysianum vulgo dictum, I, CSCO 91, syr. 43, Louvain, 1927 (et 121, syr. 66, Louvain, 1949, pour la traduction latine) ; II, CSCO 104, syr. 53, Louvain, 1933 (et 507, syr. 213, Louvain, 1989, pour une traduction française par Robert Hespel).
- Idem, Chronique de Denys de Tell-Mahré, IVe partie, Paris, Librairie Émile Bouillon, 1895 (traduction française).
- Amir Harrak, The Chronicle of Zuqnîn, parts III and IV (A.D. 488-775), Pontifical Institute of Mediaeval Studies, 1999 (traduction anglaise).